# Вільям Бернсайд
Вільям Бернсайд (англ. William Burnside; 2 липня 1852 — 21 серпня 1927) — англійській математик-алгебраїст. Член Лондонського королівського товариства, з 1885 року професор Морського коледжу в Гринвічі. Він відомий своїми роботами з теорії груп, теорії зображень та характерів груп, винайшов критерій можливості розв'язання скінченних груп. Йому також належить ряд праць з теорії ймовірностей, автоморфних функцій, теорії хвиль у рідинах та ін.

## Біографічні дані
Бернсайд народився у Лондоні, закінчив Сент-Джонс і Пемброк Коледж, у Кембриджському університеті, де він був другим вранглером у 1875. Видатний дослідник читав лекції в Кембриджі протягом наступних десяти років, а потім був призначений професором математики у Королівському військово-морському коледжі в Гринвічі. Бернсайд був дуже активним вченим, він опублікував понад 150 наукових праць протягом своєї наукової кар'єри.
Центральною частиною роботи Бернсайда була його праця в області теорії представлення груп, його внесок полягав у розробленні фундаменту теорії, доповнюючи та іноді змагаючись з роботою Фердинанда Фробеніуса, який почав працювати в цій галузі в 1890-х роках. Один з найбільш відомих внесків Бернсайда до теорії груп є його paqb теорема, в якій показано, що кожна скінчення група, порядок якої ділиться менш ніж на три різних простих числа, є розв'язною.
У 1897 році була опублікована класична робота Бернсайда «Теорія скінченних груп». Друге видання (опубліковане в 1911 році) стало стандартом у цій галузі на багато десятиліть. Головною відмінністю другого видання було включення в нього теорії характерів груп.
Вільям Бернсайд також відомий формулюванням проблеми Бернсайда: «Чи буде кінцево породжена група, у якій кожен елемент має кінцевий порядок, обов'язково кінцевою?».
Вчений відомий лемою Бернсайда (кількість орбіт в підгрупі, симетричної групи перестановок рівна середньозваженому кількості петель у перестановці), хоча цей результат був отриманий раніше Фердинандом Фробеніусом та Коші.
У червні 1901 року Вільям Бернсайд отримав почесний докторський ступінь у Дублінському університеті.
У 1904 році вчений був нагороджений Королівською медаллю Лондонського королівського товариства.
В додаток до математичної праці, Вільям Бернсайд був також відомим веслярем. Вільям також тренував команду веслувального екіпажу, саме в той час, коли він був лектором у Кембріджі. Насправді, увагу журналістів  The Times більше привернула його спортивна кар'єра, тому ученого назвали «одним з найвідоміших кембриджських спортсменів свого часу».

## Книги
- Theory of groups of finite order (вид. 2nd). Cambridge University Press. 1911. Архів оригіналу за 25 жовтня 2017. Процитовано 21 травня 2018; xxiv+512 p.{{cite book}}:  Обслуговування CS1: Сторінки зі значенням параметра postscript, що збігається зі стандартним значенням в обраному режимі (посилання)
- Forsyth, A. R., ред. (1936). Theory of probability. Cambridge University Press; reprint of 1928 first edition, based on a manuscript almost completed by Burnside shortly before his death{{cite book}}:  Обслуговування CS1: Сторінки зі значенням параметра postscript, що збігається зі стандартним значенням в обраному режимі (посилання)[7]
- Neumann, Peter M.; Mann, A. J. S.; Tompson, Julia C., ред. (2004). The collected papers of William Burnside. Т. Volume 1: Commentary on Burnside's life and work, papers 1883–1899, Volume 2: Papers 1900–1926. Clarendon Press/Oxford University Press. ISBN 0-19-850585-X. Архів оригіналу за 22 серпня 2021. Процитовано 21 травня 2018; 1584 pages in 2-volume set {{cite book}}: |volume= має зайвий текст (довідка)Обслуговування CS1: Сторінки зі значенням параметра postscript, що збігається зі стандартним значенням в обраному режимі (посилання); Vol. 1 (as separate book). ISBN 0-19-850586-8; 788 pages in vol. 1.{{cite book}}:  Обслуговування CS1: Сторінки зі значенням параметра postscript, що збігається зі стандартним значенням в обраному режимі (посилання) Vol. 2 (as separate book). ISBN 0-19-850587-6.